# Nomada spinicoxa
Nomada spinicoxa är en biart som beskrevs av Schwarz 1987. Nomada spinicoxa ingår i släktet gökbin, och familjen långtungebin. Inga underarter finns listade i Catalogue of Life.